# Los de Siempre
Los de Siempre es el nombre con el que se conoce a la actual barra brava del Club Atlético Colón, de la ciudad de Santa Fe, provincia de Santa Fe, Argentina.
Está dirigida por la familia Leiva, de los cuales sus representantes son Orlando Miguel Nano Leiva y Juan Abel Quique Leiva. Este último se encuentra cumpliendo una condena de 30 años en la cárcel de Coronda por el asesinato de Walter González Montaner, ocurrido el 13 de octubre de 2013 en un bar de la recoleta santafesina. Orlando Leiva, quien también estaba acusado en la causa junto a Jorge Alberto "Caqui" Muñoz, recuperó la libertad por falta de pruebas, lo mismo sucedió con Muñoz tres meses después. Muchos tiempo pero con un perfil más bajo los Hermanos Leiva le dejaron el mando de la Barra Brava a Roberto "el flaco" Maina, quien era encargado de los Bombos y las Banderas desde el año 2004 hasta el 2007 luego regreso en 2009 y  Fue el encargado de organizar la logística de los Bombos y Banderas junto "Caqui" Muñoz, se distribuían la coordinación de "Los de Siempre". ", En 2010 "Los de Siempre" fueron al Mundial de Sudáfrica gracias a las conexiones de "El Flaco" con "Bebote" Alvarez, reconocido hincha de Independiente de Avellaneda. Luego en 2012 tras conexiones con "La 12" (Barra Brava de Boca) logro comprar los "Bombos Gigantes" el 3er equipo en Argentina en lograr incluir dicho instrumento, era encargado de coordinar las cuestiones externas, mientras "Los Leiva" de las responsabilidades internas con dirigentes y distintos barrios de la ciudad de Santa Fe.  
La noche del 29 de marzo de 2015, Orlando Leiva y su cuñado Marcos David Pitu Leiva ingresaron al hospital Cullen a causa de varios impactos de balas, en un hecho en el que fue asesinado Fabricio Miguel Echagüe. En principio fue una pelea entre dos mujeres por motivos de negocios ilegales, la contienda se generalizó y además, se sumaron los hombres que tras intercambios de disparos en Tarragona al 600, en el corazón de barrio Centenario, cae sin vida Echagüe. La condena para los Leiva fue de dos años para Marcos David, mientras que de dos años y dos meses para Orlando Miguel.

## Historia

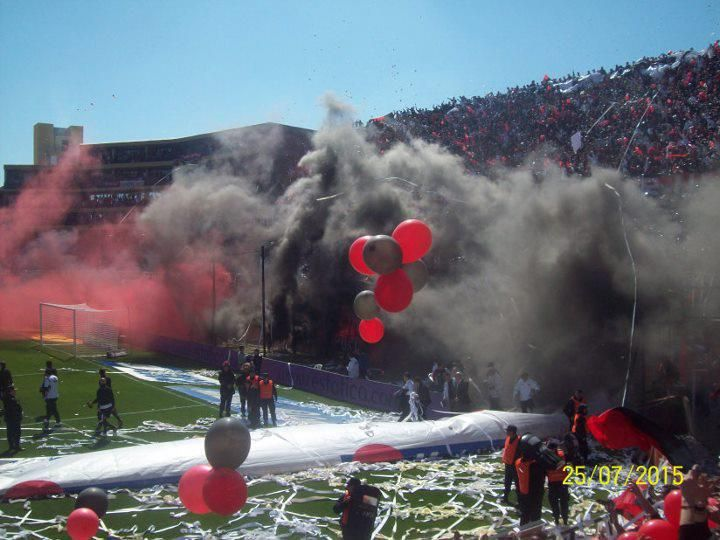
Hinchada del Club Atlético Colón.

Previo a la llegada de Los de Siempre, estuvo desde 1965 hasta mediados de la década de 1980 la primera barra brava de Colón con instrumentos llamada La Santa Rosa, apodo derivado del propio barrio del cual provenían sus integrantes. Esta barra se caracterizó por hacerse respetar ante las demás hinchadas que en los partidos de local venían a causar disturbios a Santa Fe. También apoyaban a la institución realizando obras para el club y no viviendo a costa de este.
Luego surgió la barra Los Chetos, jóvenes de entre 16 y 17 años distinguidos porque sus cánticos provenían de canciones del Rock Nacional. El nombre fue puesto por los sabaleros más grandes que en ese momento se encontraban en la popular de Colón.

## Enfrentamientos

### Con la hinchada deUnión de Santa Fe
- El 12 de marzo de 2000, después de tres horas de haber finalizado el clásico santafesino en cancha de Colón. Juan Espinosa de 43 años se encontraba circulando en su bicicleta con sus dos hijos de 10 y 12 años por la avenida López y Planes en la intersección con Domingo Silva, a más de 40 cuadras del estadio de Colón, fue interceptado por hinchas de Unión que bajaron de dos autos y lo golpearon hasta que cayó al piso. Falleció en el hospital José María Cullen luego de una semana en terapia intensiva debido a un edema cerebral.[10]
- Al término del clásico santafesino del 18 de marzo de 2017 en cancha de Unión, dos jóvenes con distintivos de Colón, que se desplazaban en motocicleta por Bulevar Pellegrini y Francia, cercanías del estadio de Unión, fueron golpeados hasta quedar inconscientes por al menos 10 hinchas de Unión que luego además incendiaron el motovehiculo.[11] Aparte de este hecho, ese día se registraron otros incidentes. En Bulevar Pellegrini y 1.º de Mayo unos 200 simpatizantes de Unión arrojaron piedras a un colectivo de la línea 18 que transportaba a hinchas de Colón, además del ataque a otros vehículos que circulaban por la zona.[12]
- El 24 de marzo de 2019 en el oeste de la ciudad de Santa Fe, más precisamente en barrio Barranquitas Oeste, Oscar Daniel Acosta de 50 años fue asesinado por un hincha de Unión apodado Gallinita. El hecho se produjo cuando un hijo de Acosta fue interceptado por varios vecinos del barrio que le quitaron su bandera de Colón, posterior a esto, Acosta junto a un hermano fueron a reclamar la devolución de la bandera al domicilio de Gallinita que luego de una fuerte discusión el dueño de casa mato a Acosta de 3 disparos.[13][14]

### Con la hinchada deRiver Plate
- La hinchada de Colón llegaba tarde al Monumental por un partido de la Copa Libertadores 1997, pero los micros son emboscados por Los Borrachos del Tablón, por lo que se produce una pelea. En Santa Fe, Los De Siempre detienen a algunos Borrachos y se forma una pelea. Se producen tiros y piedrazos. En medio de esto, los sabaleros roban el trapo "Devoto". En 2013 las dos hinchadas se cruzan y los hinchas sabalero apuñalan a dos hinchas de River. Otra vez, en 2013 se chocaron en la avenida General Paz, cerca del Monumental, los sabaleros vieron que venia un colectivo con hinchas de River por lo cual hicieron que pare su colectivo, bajaron y fueron a buscar a los millonarios. Los de Siempre se subieron al primer colectivo de River que venia y le robaron a varios simpatizantes de River, y Los Borrachos del Tablón, que venían en el colectivo de atrás, cuando vieron esto se bajaron a buscar a los santafesinos y ahí se desató una batalla en plena avenida, varios hinchas de ambos bandos fueron hospitalizados y detenidos.[15]

### ConLa 12(Boca Juniors)
- En 1996 se producen enfrentamientos entre La 12 y Los De Siempre a la salida del estadio, en un partido que se jugaba de noche en La Bombonera. Cuando se jugaba en Santa Fe, Los De Siempre esperaron a La 12 a tres cuadras del estadio, y cuando los xeneizes llegan se produce un combate. Después del enfrentamiento, La 12 sube a los micros en dirección a Buenos Aires. En 2003, se produce un intercambio de proyectiles. En el Clausura 2006, en Santa Fe, los sabaleros se enfrentan con los xeneizes, ya que a la salida abren las puertas de las populares. Después, logra intervenir la policía y separa con un cordón policial a ambas hinchadas, pero luego estas se enfrentan con la policía.

### Con la hinchada deAtlético de Rafaela
- En Rafaela, en el 2003, hubo enfrentamientos entre las barras, y por esta acción hubo 50 detenidos. En Santa Fe, en el 2004, las hinchadas se arrojaron piedras y otros objetos, por lo que hubo heridos leves en las dos hinchadas. A la salida del estadio, las parcialidades se enfrentaron.

### Con lahinchada del Club Atlético Rosario Central
- En agosto de 1998, en Santa Fe, la barra canalla se dirigía a los ómnibus, que se encontraban a solo 3 cuadras, pero en el camino se produce un enfrentamiento entre las barras. Hubo disparos y 5 heridos, uno de Central herido de bala. En diciembre de 2006, en el Arroyito, algunos canallas lanzaron proyectiles contra la barra sabalera.
- El 14 de julio de 2018, en el Estadio de Colón se llevaba a cabo un encuentro por la Copa Provincial. Luego de unos cánticos dirigidos entre ambas parcialidades, los simpatizantes de Rosario Central comenzaron a romper butacas y tirarlas hacia la platea oeste, lugar donde se encontraban adultos mayores, mujeres y niños en su mayoría, esto produjo la reacción de la barra de Colón que cruza el alambrado hacia la platea oeste para defender a la parcialidad local. Como consecuencia, la policía disparó postas de goma que causó corridas por parte de los hinchas de Central para desalojar el estadio.

### Con la hinchada deSan Martín de Tucumán
- El 25 de septiembre de 2005, en una estación de servicios de Rosario de la Frontera, Salta, los sabaleros venían de jugar contra Gimnasia en Jujuy y los de La Brava de un partido con Talleres de Perico, también de Jujuy. Los tucumanos habían bajado de la trafi antes que los de Colón. En el micro sabalero iban mujeres y gente grande, además de algunos barras, con la intención de visitar la provincia de Salta un día antes del partido. El combate comenzó cuando algunos sabaleros se acercaron a pedir los trapos de La Brava. La trafi de los tucumanos quedó destruida y los sabaleros se llevaron el trapo "Los Cirujas de la Banda".

### Con la hinchada deCerro Porteño
- Se disputaban los octavos de final por la Copa Sudamericana 2012, el partido de ida era en Santa Fe, y antes y después del encuentro la barra de Colón tuvo enfrentamientos con la barra paraguaya. En la vuelta el ánimo era caldeado, se tiraban cosas entre la platea de Cerro Porteño y la visitante de Colón de Santa Fe (alrededor de 900 sabaleros); los disturbios pasan a mayores cuando la policía paraguaya dispersa a la barra de Colón con balas de goma y, más tarde, ya terminado el encuentro con la eliminación del conjunto argentino, a las afueras del estadio se producen enfrentamientos con la policía y con la barra de Cerro. Hubo grandes destrozos en el estadio de Cerro Porteño y 35 detenidos sabaleros.[16]

### Con la hinchada deAcassuso
- El 24 de abril de 2019, una vez finalizado el encuentro por la Copa Argentina 2018-19 en el Estadio Alfredo Beranger de Temperley, se registraron enfrentamientos entre los hinchas de Colón y de Acassuso. El motivo que derivó en la gresca se dio cuando un ómnibus que transportaba a los colonistas se separó de los demás vehículos que regresaban a Santa Fe y coincidió con la salida de la parcialidad de Acassuso, de los cuales arrojaron piedras contra la unidad. Esto motivo el descenso de los hinchas de Colón del bus y aprovechando la superioridad numérica, repelieran el ataque a golpes de puños, llevándose la peor parte los hinchas del Ssuso de los cuales fueron golpeados duramente en el rostro y la cabeza por los «Sabaleros», hasta que intervino la Policía Bonaerense que detuvo a 80 hinchas de Colón y 11 de Acassuso.[17]

### Otros Enfrentamientos
En junio de 2007, en Santa Fe, hubo enfrentamientos con la policía cuando Los de Siempre, una vez finalizado el partido, trataron de enfrentare con los de Rosario Central, pero los policías intervinieron y hubo balazos de goma, a lo que los barras respondieron con piedrazos. Al final, hubo heridos de ambos lados.
En febrero de 2011 se disputaba en Santa Fe, Colón-Quilmes, cuando las cámaras del estadios enfocan la popular y se pueden observar una interna, cuando dos barras de Colón se pelearon con facas y cuchillas en el medio de la tribuna. Al final del partido se enfrentaron otra vez las facciones, habiendo corridas y agresiones.
También hubo enfrentamientos con manifestantes que no dejaban pasar el colectivo de la barra de Colon en la Panamericana, cuando Los de Siempre hirieron a varios manifestantes. Después del enfrentamiento dejaron pasar el colectivo.

## Afinidades

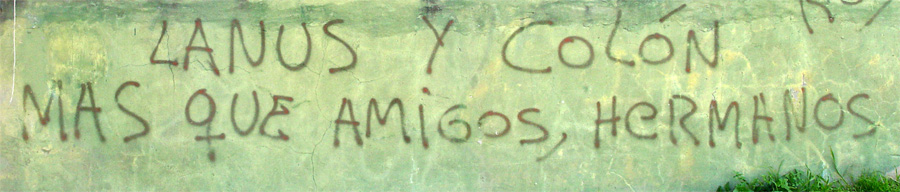
Pintada en la costanera santefesina

Sin dudas una de las amistades que más llamaba la atención era la que existía con la hinchada de Lanús. En los partidos que se disputaban entre ambos clubes podía observarse a hinchas de ambas parcialidades vestir camisetas del equipo contrario. La historia de la amistad que existió entre el Sabalero y el Granate no tiene un fundamento lógico. Solo podemos afirmar que se originó (según los "viejos" hinchas de Colón de Santa Fe) en los años '70 y '80, cuando ambos jugaban en Primera y Segunda División, en forma alternada. Es así que ambos clubes se cruzaban seguido en estas dos divisiones casi simultáneamente.
Gran parte de las hinchadas comenzarían a juntarse a comer asados y a tomar vino cuando Lanús era local; y pescado y cerveza cuando el partido se jugaba en Santa Fe. Un detalle para ratificar la gran amistad que existió, fue que «La 14» (la barra brava de Lanús) era la única banda que podía ingresar "sin problemas" en el Barrio Fonavi Centenario (que está detrás del estadio Sabalero), y además se le permitía hacer flamear una bandera Granate en el mástil central de la plaza del barrio, junto con una bandera de Colón, demostrando la amistad que los unía.
Existían cánticos que se cruzaban las bandas en forma de reconocimiento:
«No soy tatengue no, ni lo seré, yo soy amigo de Colón de Santa Fe» (por parte de Lanús).
«Aunque ganes o pierdas no voy a llorar, aunque ganes o pierdas no voy a llorar, porque el Grana, es amigo de verdad» (de parte de Colón).
«Borom Bom Bom, Borom Bom Bom... el que no salta es de Banfield y de Unión» (por parte de ambos).
<< Miren Miren Que Locura, Miren Qué Emoción Son Las Dos Hinchadas Juntas La De El Granate Y la De Colon>> (por parte de ambos)
Esta amistad se vio afectada debido a lo que los barras de Lanús definieron como una "traición" que varios barras de Colón se juntaron a comer un asado con sus pares de Quilmes (rival de Lanús) y Dock Sud, esto molestó mucho a los que se ubican en el centro de la popular granate que comenzaron a cantar «El que no salta, es un traidor..» y «Antes éramos amigos, todo eso terminó... Sabalero h de p, la p que te p...» y hasta en algunas ocasiones hubo un intercambio de insultos entre los hinchas caracterizados y los genuinos.
Este hecho ocurrió el 27 de julio de 2014, en un partido por la Copa Argentina 2013-14 entre ambos equipos. Algunos hinchas Sabaleros definieron esto como un problema solo entre barras, mientras que por su parte los seguidores de Lanús manifestaron su enojo en las redes sociales contra «La 14», además de revalidar el vínculo emotivo que los unió a lo largo de tantos años con Colón. "Es una amistad que irá más allá de lo que determinen las barras", expresaron de ambos lados.
En el año 2000, Huracán debutaba en su regreso a Primera División en Santa Fe ante Colón, y la gente del Sabalero colgó una bandera con la leyenda «El Globo es de Primera» para recibirlo. Años más tarde, y en momentos de crisis de Huracán (estando en el Nacional B), la gente de Colón muestra una nueva bandera «Fuerza Globo», la cual es agradecida una semana más tarde en cancha de Huracán con una bandera que decía «Gracias Colón». Esta relación se ha ido desgastando a tal punto que en la actualidad dichas hinchadas no comparten tal amistad como antes.
Actualmente, hay afinidad de los hinchas Sabaleros con los de Atlético Tucumán, Patronato, Morón, Gimnasia de La Plata y Quilmes además en menor medida con Chaco For Ever, Dock Sud, All Boys y Almirante Brown.

## Rivalidades
Su principal rival es Unión de Santa Fe con el que disputa el clásico santafesino. Otros rivales de la hinchada de Colón son: Rosario Central, Belgrano, Talleres de Córdoba, Atlético de Rafaela, Banfield, Chacarita Juniors, Estudiantes de La Plata, San Martín de Tucumán, Instituto de Córdoba,  y los cinco grandes del fútbol argentino.